# اومن
اومن (به هلندی: Ommen) یک منطقهٔ مسکونی در هلند است که در افریسل واقع شده‌است. اومن ۶ متر بالاتر از سطح دریا واقع شده‌است.